# Округла слезница
Округла слезница (Asplenium trichomanes L.), је врста папрати из фамилије Aspleniaceae. Позната је и под именима папратка и власак.

## Опис биљке
Листови расту у густом бусену из кратког, пузавог и слабо разгранатог ризома, који је обрастао тамносмеђим, копљастим љуспама. Те љуспе по средини имају тамну пругу. Листови су просто перасто сложени и презимљују. Дуги су највише до 35 cm и садрже 15-40 лиски које су по ободу целе или мало урезане, на лицу голе, а на наличју са кратким ретким длакама. Лиске су јајасте, ређе полуокругле, при основи клинасте. Петељка је дуга до четвртине дужине лисне плоче и црвена до црвеносмеђа као и рахис, скоро гола, сјајна и крута. Соруси линеарни и мали, а индузијум једностран, целог обода. Споре су светломрке.

## Станиште
Широко је распрострањена од низија до високих планина и налазимо је на каменитим подлогама, често расте у пукотинама стена заједно са неким врстама маховина. Расте на серпентину, кречњаку и силикатним стенама. Становник је отворених станишта, али и шума, али тада расте на светлим местима, посебо рубовима шума.

## Подврсте
Веома је варијабилна:
- је широко распрострањена на кречњачкој подлози
- такође расте на кречњаку и среће се у Далмацији
- насељава подлоге које нису кречњачке

Између подврста постоје уочљиве разлике, а разликује им се и број хромозома.

## Значај
Гаји се као украсна биљка на камену, а у народној медицини се употребљава као средство за смирење, против опадања косе и као диуретик.

## Галерија
- илустрација
- у пукотини стене
- на тараби
- споре